# Richard Vardigans

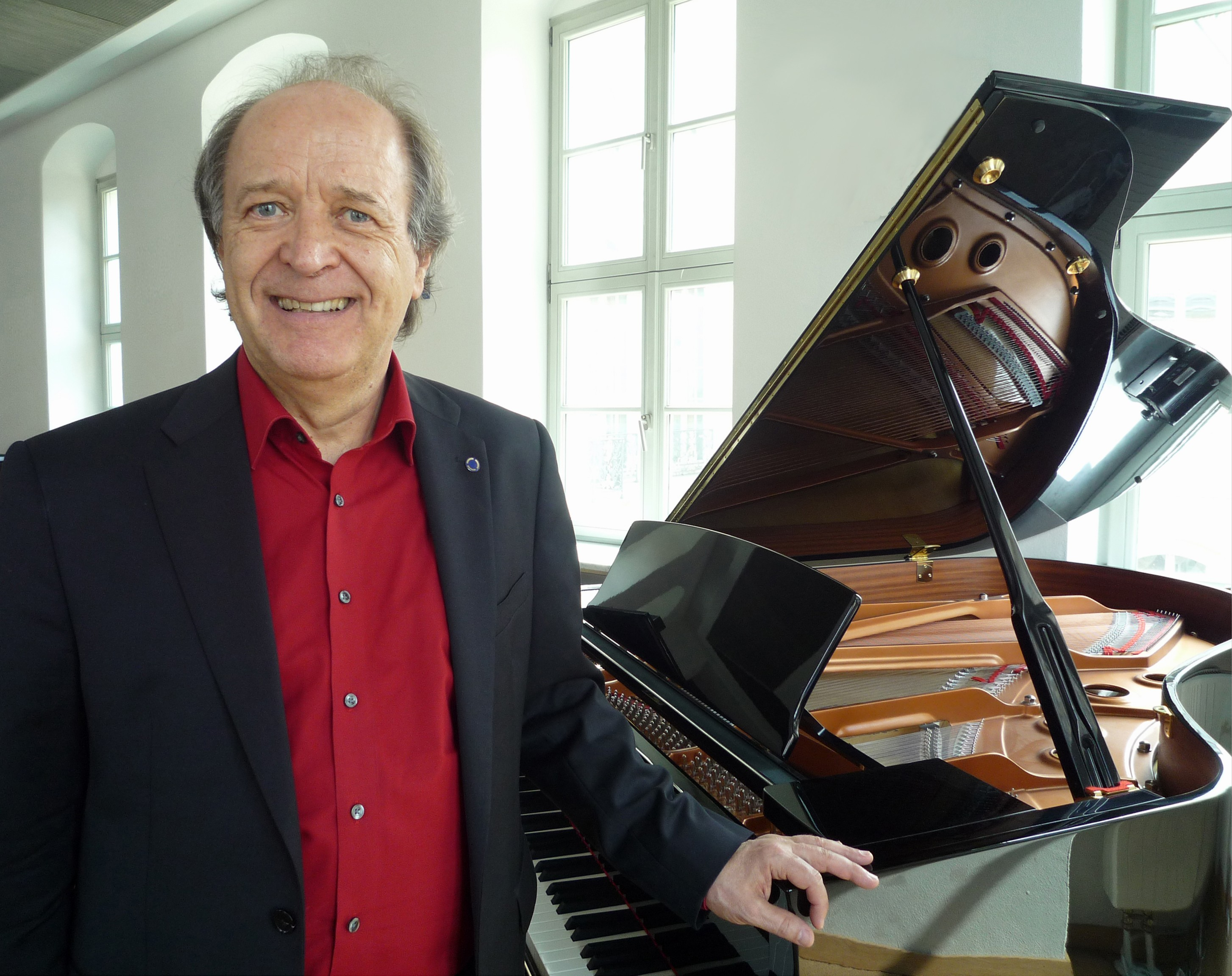
Richard Vardigans (2016)

Richard Vardigans (* 1954 in Kent) ist ein britischer Dirigent, Pianist und Musikwissenschaftler. Bekannt wurde er durch seine Veranstaltungen rund um die Oper, die er unter dem Namen Talking about Opera präsentiert. Erläutert werden Historisches, Hintergrund und Handlung.

## Berufliche Entwicklung
Der gebürtige Engländer Richard Vardigans bekam bereits mit sechs Jahren Instrumentalunterricht. Nach dem Besuch des Gymnasiums in Gillingham und der Spezialschule für Musik in Maidstone studierte er zunächst Musikwissenschaft und Dirigieren an der Universität Birmingham. Er setzte sein Studium dann im Fach Dirigieren als Stipendiat des Deutschen Akademischen Austauschdienstes an der Hochschule der Künste Berlin sowie als Rothschild Stipendiat am RNCM in Manchester fort. In Siena wurde er 1979 Meisterschüler von Franco Ferrara.
Seit 1973 ist er als Dirigent, Pianist und Dozent tätig, zunächst an der Universität Birmingham, später in Manchester, Liverpool und im Grand Theatre, dem Stammhaus des Opernensembles Opera North in Leeds. Nach seiner Übersiedlung 1981 nach Deutschland hatte er zahlreiche Engagements als Solorepetitor, Kapellmeister und Chordirektor, beispielsweise in Osnabrück, Bielefeld, Wuppertal, Altenburg, Heidelberg und am Nationaltheater Mannheim. Er hat Das Geheimnis der Wolfsschlucht musikalisch aufbereitet. 2000 wurde er zum Generalmusikdirektor der Erzgebirgischen Theater und Orchester GmbH in Aue und Annaberg-Buchholz ernannt. Er erarbeitete sich ein vielseitiges Repertoire in den Bereichen Konzert und Musiktheater.
Neben Auftritten als Pianist im Bereich der Kammermusik und zur Liedbegleitung sowie CD- und Studioaufnahmen (unter anderem für die BBC und den Niederländischen Rundfunk) gibt er seit vielen Jahren an unterschiedlichen Orten Konzert- und Operneinführungen, bei denen die Nähe zum Publikum im Vordergrund steht. Auch in der Berlin-Brandenburgischen Geschäftsstelle des Richard-Wagner-Verbandes ist er ein gern gesehener Gast.
Seit 2008 besteht eine regelmäßige Zusammenarbeit mit dem Carl-Maria-von-Weber-Museum, wo er viele musikpädagogische Veranstaltungen für Kinder präsentiert. Dazu bietet er spezielle der Altersgruppe angepasste Variationen an wie Die Zauberkugel nach Webers Oper Der Freischütz, Prüfungsstress nach Mozarts Oper Die Zauberflöte, Hexe – allein zu Haus nach Humperdincks Oper Hänsel und Gretel oder Der geheimnisvolle Ritter nach Wagners Oper Lohengrin.

## Repertoire (Auswahl)
2006 gründete Vardigans das Unternehmen Talking about Opera – ein vielfältiges Angebot an Veranstaltungen rund um die Oper, die er sowohl fundiert als auch unterhaltsam allein am Klavier präsentiert. Erläutert werden Historisches, Hintergrund und Handlung. Folgende Werke standen unter anderem in Zusammenarbeit mit zahlreichen Kultureinrichtungen auf dem Programm:

### Musiktheater/Opern (Auswahl)
| Name des Komponisten    | Werke |
| ----------------------- | --- |
| Claude Debussy          | Pelléas et Mélisande |
| Antonín Dvořák          | Rusalka |
| Wolfgang Amadeus Mozart | Così fan tutte – Die Entführung aus dem Serail – Die Zauberflöte – Don Giovanni – Idomeneo – La clemenza di Tito – Le nozze di Figaro |
| Giacomo Puccini         | Manon Lescaut – La Bohème – Tosca – Madama Butterfly – Turandot |
| Richard Strauss         | Salome – Elektra – Ariadne auf Naxos – Der Rosenkavalier – Arabella |
| Giuseppe Verdi          | Nabucco – Macbeth – Rigoletto – Il trovatore – La traviata – Un ballo in maschera – Don Carlo – La forza del destino – Aida – Otello – Falstaff                                                                                          |
| Richard Wagner          | Der fliegende Holländer – Tannhäuser und der Sängerkrieg auf Wartburg – Lohengrin – Tristan und Isolde – Die Meistersinger von Nürnberg – Der Ring des Nibelungen – Parsifal – Das Rheingold – Die Walküre – Siegfried – Götterdämmerung |

### Richards Ring
Im Jahre 2010 präsentierte Richard Vardigans zum ersten Mal in Dresden und Berlin seine eigene Komplettversion von Richard Wagners Der Ring des Nibelungen. Dabei wird die gesamte Tetralogie in drei Stunden allein am Klavier gestaltet – leicht gekürzt für Einsteiger und Eingeweihte. Im Jubiläumsjahr 2013 war Vardigans mit Richards Ring u. a. in Dresden, Leipzig, Berlin, Osnabrück, Plauen, Zwickau und Mannheim zu erleben. Inzwischen präsentierte er diese und andere Angebote aus seinem Programm auch in Zürich.

### Ballett
| Name des Komponisten | Name des Werks bzw. der Werke |
| -------------------- | ----------------------------- |
| Léo Delibes          | Coppélia                      |
| Sergei Prokofjew     | Romeo und Julia               |
| Pjotr Tschaikowski   | Schwanensee – Der Nussknacker |

## Auszeichnungen und Ehrungen
1973 wurde er mit dem „Barber Scholarship“ der Universität Birmingham ausgezeichnet und war Preisträger beim Cheltenham Klavierwettbewerb. Ein Jahr später war er Preisträger bei der Dudley National Piano Concerto competition.